# Loa (Utah)
Loa ist ein Ort und County Seat von Wayne County im US-Bundesstaat Utah. Das U.S. Census Bureau hat bei der Volkszählung 2020 eine Einwohnerzahl von 516 ermittelt.

## Geographie
Der Ort liegt an der Utah State Route 24 in einer Höhe von 2147 m. Er bedeckt eine Fläche von 2,3 km² (0,9 mi²).

## Geschichte
Loa erhielt seinen Namen von Franklin Young, der eine Mission der LDS-Kirche zu den Hawaii-Inseln durchführte. Mauna Loa ist der zweithöchste Berg und aktiver Vulkan der Hawaii-Inseln. Bei einem Ausbruch vergab Franklin Young den Namen Loa, was so viel bedeutet wie hoch, groß und aktiv.

## Demographie
Nach Angaben des United States Census Bureaus bildeten 165 Haushalte und 134 Familien den Ort. Von den 510 Einwohnern (2000) haben 99,24 % helle und 0,76 % andere Hautfarben.

### Bevölkerungsstruktur
| Bevölkerung | Jahre | Anteil  |
| ----------- | ----- | ------- |
| unter       | 18    | 37,00 % |
| von         | 18–24 | 10,10 % |
| von         | 25–44 | 21,00 % |
| von         | 45–64 | 18,30 % |
| über        | 65    | 13,60 % |

- Das Durchschnittsalter beträgt 28 Jahre, und das durchschnittliche Familieneinkommen beträgt US$ 35.341.